# Charles Émile Boilève
Charles Émile Boilève est un général de division des Troupes de marine.

## Biographie
Charles Émile Boilève, est né le 6 décembre 1837 à Le Château-d'Oléron, Charente-Maritime, fils de Pierre Léon, notaire, et de Marie Rosalie Zuline Desnouy. Il meurt le 17 janvier 1900 à Versailles.

## Carrière militaire

### Grades
- 05/11/1855 : Élève-officier
- 01/10/1857 : Sous-lieutenant
- 01/03/1862 : DÉMISSION
- 09/10/1862 : Soldat de 2e classe
- 08/03/1863 : Caporal
- 16/04/1863 : Sergent
- 21/05/1864 : Sous-lieutenant
- 07/11/1866 : Lieutenant
- 25/12/1869 : Capitaine
- 31/08/1878 : Chef de bataillon
- 10/10/1883 : Lieutenant-colonel
- 23/08/1888 : Colonel
- ../../1896 : Général de brigade

### Affectation
- 05/11/1855 : École spéciale militaire, 40e promotion dite   du Prince Impérial
- 01/10/1857 : 35e régiment d'infanterie de ligne
- 09/10/1862 : 3e régiment d'infanterie de marine
- 27/12/1862 : 4e régiment d'infanterie de marine
- 21/10/1864 : Bataillon de tirailleurs sénégalais
- 07/11/1866 : 3e régiment d'infanterie de marine
- 01/01/1867 : État-Major de l'Infanterie de Marine
- 13/05/1876 : État-Major hors cadres au Sénégal
  - Chef du bureau politique à Gorée, à Saint-Louis
  - Commandant de cercle au Sénégal
  - Commandant supérieur du Haut-Fleuve par intérim
- 07/11/1884 : 3e régiment d'infanterie de marine
- 11/08/1885 : 2e régiment d'infanterie de marine
- 29/02/1886 : 1er régiment d'infanterie de marine
- 30/06/1887 : 2e régiment d'infanterie de marine
- 14/04/1888 : 1er régiment d'infanterie de marine
- 19/04/1891 : État-Major hors cadres au Tonkin
- 30/12/1892 : 1er régiment d'infanterie de marine
- ../../1896 : Général commandant en chef des troupes de l'Afrique Occidentale à Saint-Louis

## Honneurs

### Décorations françaises
|  |  |

- Commandeur de la Légion d'honneur (29 décembre 1892)[1]
- Médaille commémorative de l'expédition du Tonkin